# Hermann Stenner

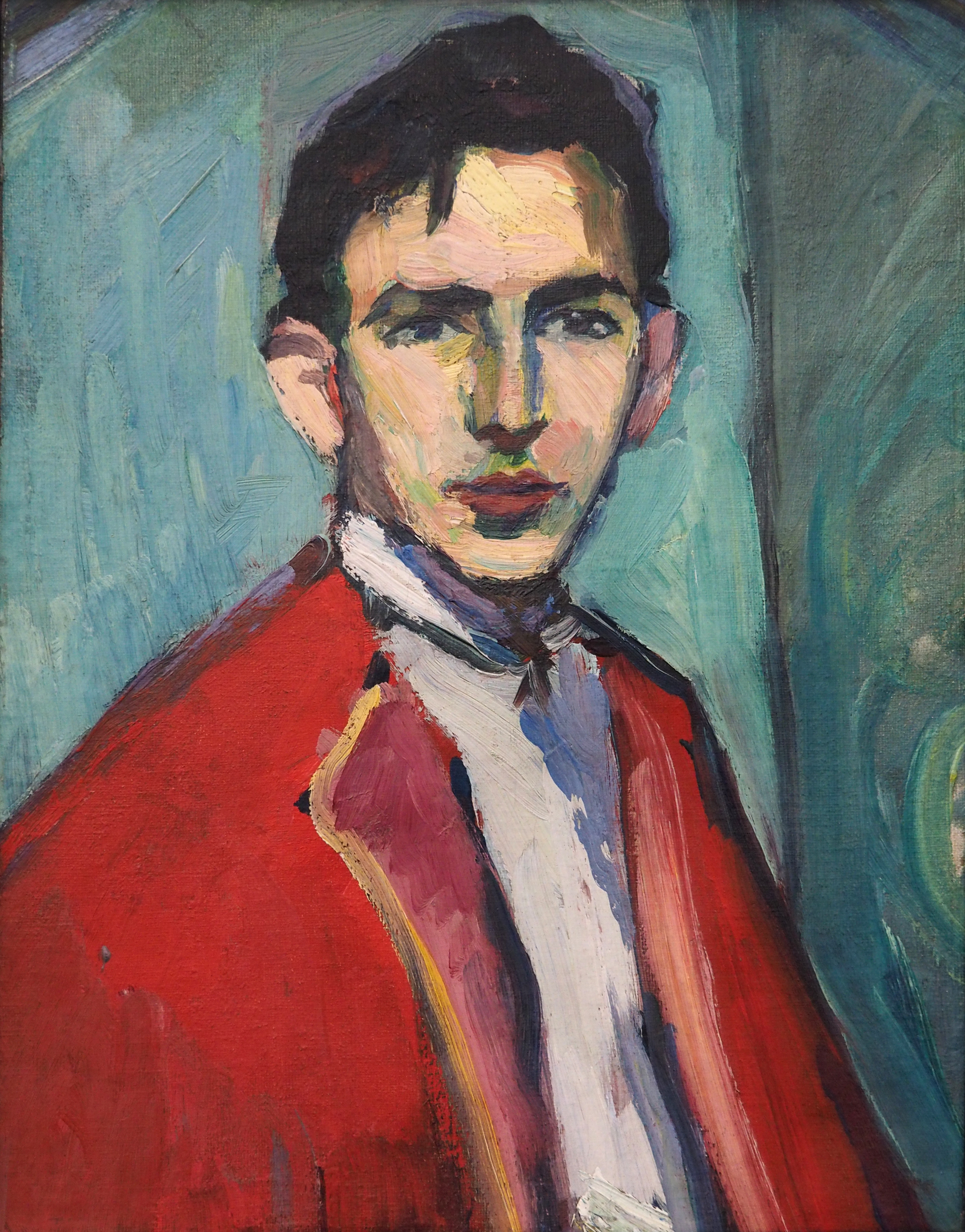
Autorretrato con chaqueta roja (1911)

Herman Stenner (12 de marzo de 1891 en Bielefeld-5 de diciembre de 1914 en el Frente Oriental en Iłów) fue un pintor y artista gráfico alemán.
Stenner es uno de los artistas destacados de principios del siglo XX, aunque solo se le concedió una corta fase creativa de cinco años debido a su temprana muerte en la Primera Guerra Mundial. Durante este tiempo, el joven artista creó una extensa obra: se conocen casi 300 pinturas y más de 1500 obras sobre papel. Después de unos comienzos impresionistas alrededor de 1909, el estilo de pintura de Stenner se volvió cada vez más expresivo a partir de 1911 con contornos duros y colores fuertes. Este giro hacia el expresionismo se produjo bajo la influencia de Kandinsky, pero a partir de 1912/13 sobre todo a través de su maestro Adolf Hölzel. "La obra pictórica que el joven de veintitrés años dejó en su estudio de Stuttgart en 1914", dice Gustav Vriesen, "es una de las fuerzas constructoras del arte moderno en Alemania. Sin su conocimiento, el cuadro histórico-artístico de ese período permanece incompleto.

## Vida y obra
Hijo del maestro pintor de Bielefeld, Hugo Stenner, ya estaba haciendo copias de pinturas antiguas cuando aún estaba en la escuela secundaria. A partir de 1908 asistió a la escuela de artesanía y artes y oficios de Bielefeld. En abril de 1909 fue admitido en el examen de ingreso a la Academia de arte de Múnich y entró en la clase de dibujo de Heinrich Knirr. Pasó el verano de 1909 con Hans von Hayek en su escuela de pintura en Dachau, donde hizo un progreso considerable en su pintura. Von Hayek y Knirr no le recomendaron a Hugo von Habermann, que enseñaba en Múnich, como profesor adecuado de pintura, sino a Christian Landenberger, que enseñaba en Stuttgart.

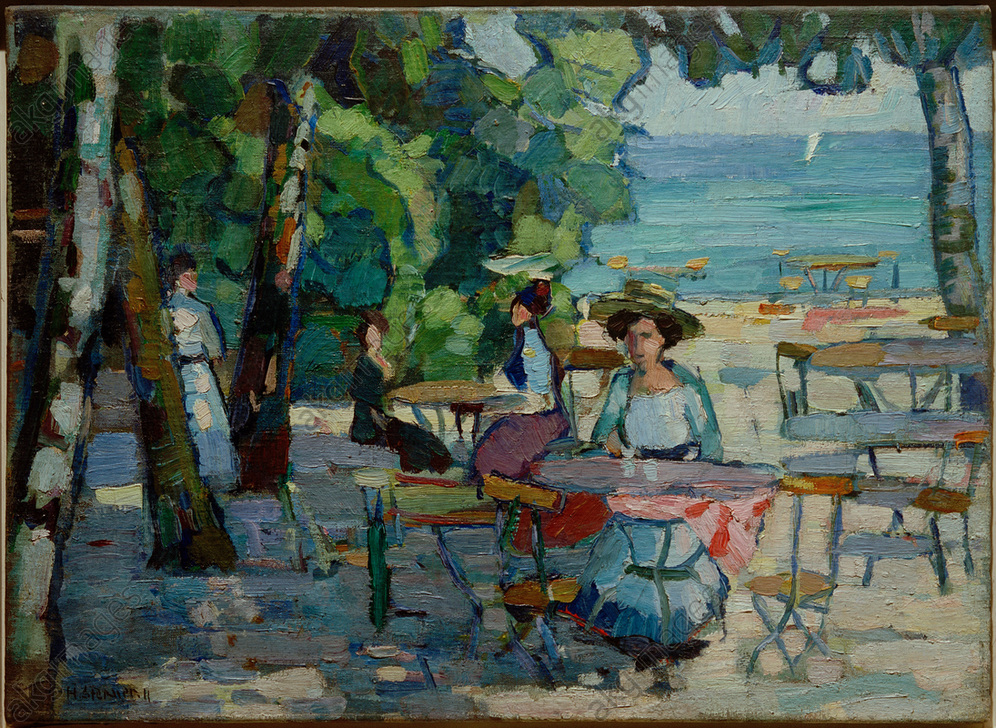
Jardín de café en Ammersee - 1911

A fines de marzo de 1910, Hermann Stenner se trasladó a Stuttgart, donde fue aceptado en la clase de pintura de Christian Landenberger en la Real Academia de Bellas Artes. En octubre de 1911 pasó a la clase de composición de Adolf Hölzel, cuyas conferencias diferían completamente de las de Landenberger y Hayek. Al principio, Stenner los siguió con gran entusiasmo porque le abrieron un mundo nuevo e introdujeron la pintura como una especie de ciencia. Más tarde se separó de la influencia excesivamente fuerte de esas conferencias y continuó desarrollando su propio estilo. Después de solo un semestre, Hölzel le ofreció a Hermann Stenner trasladarse a uno de los codiciados estudios de los alumnos de maestría en Untere Anlagen, lo que Stenner estuvo muy feliz de hacer en marzo de 1912. Durante el semestre de verano Stenner participó en una excursión más larga a Monschau (Montjoie) con Hölzel, durante la cual crearon varias pinturas con un mayor grado de sinapsis futurista y una gran cantidad de dibujos.
En agosto de 1912 pasó cuatro semanas en París con su amigo Hans Hildebrandt, historiador del arte, y su esposa Lily. En 1913 fue invitado a la Primera Exposición Expresionista Alemana en Dresde. En el mismo año, Adolf Hölzel encargó a Stenner, Oskar Schlemmer y Willi Baumeister que pintaran el porche del edificio principal de la exposición del Werkbund de Colonia en 1914. El friso de la pared llamó mucho la atención y provocó una amplia gama de reacciones, desde el entusiasmo entusiasta hasta el rechazo categórico. En el mismo año también estuvo representado en la gran exposición de Stuttgart de la asociación de amantes del arte en los países del Rin con dos obras en el llamado "Salón expresionista", que Hölzel había creado en nombre de la asociación.
El 7 de agosto de 1914 Stenner se alistó como voluntario con Oskar Schlemmer y se unió al Regimiento de Granaderos N.º 119. Después de dos meses en el frente occidental, fue trasladado al frente oriental con su regimiento "Königin Olga" a finales de noviembre, donde luchó y murió en la madrugada del 5 de diciembre de 1914, en Polonia en un ataque a la ciudad de Iłów, en el actual Powiat de Sochaczewski en el Voivodato de Mazovia.

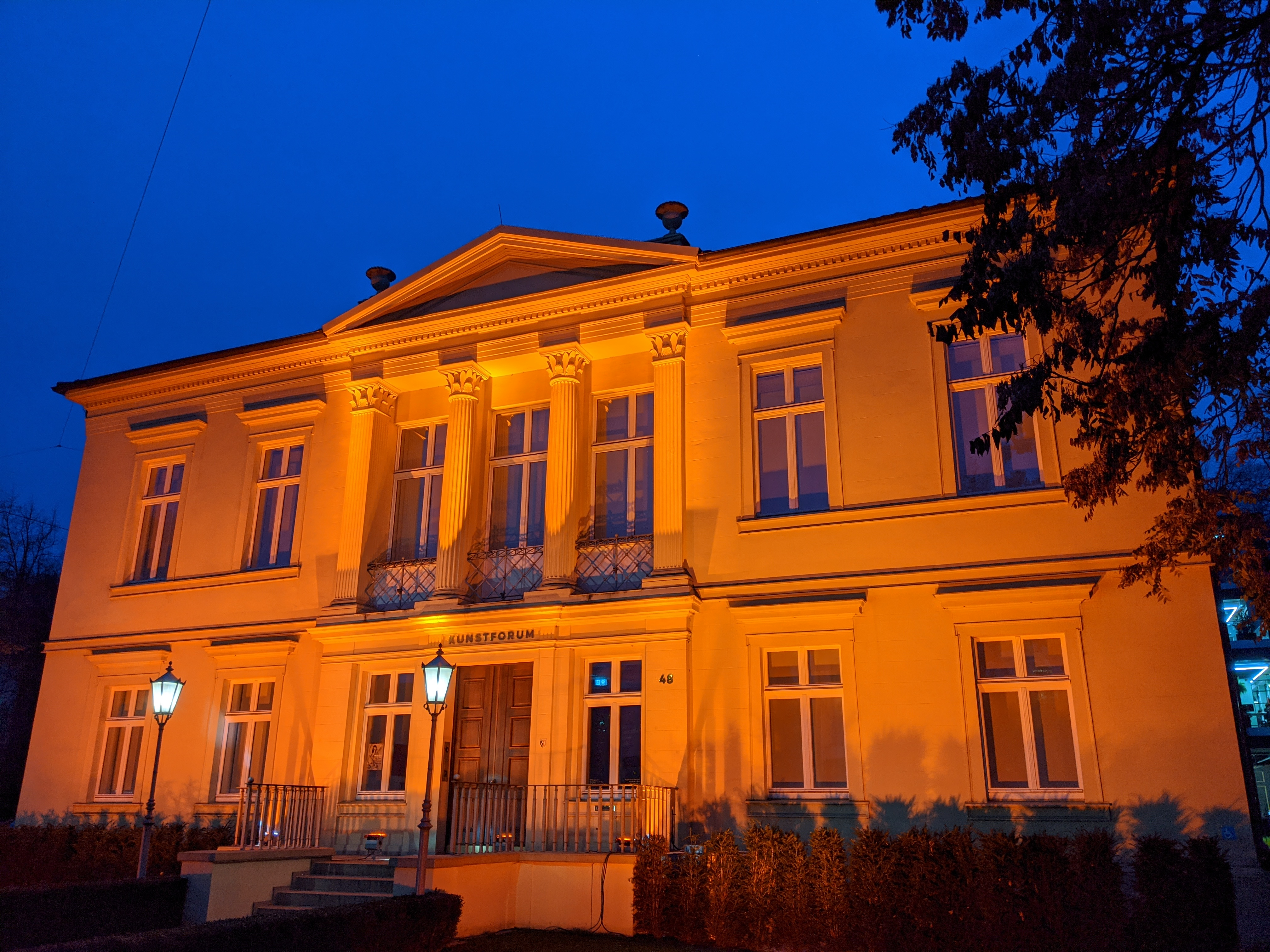
Foro de Arte Hermann Stenner

## Foro de Arte Hermann Stenner
El Foro de Arte Hermann Stenner en Bielefeld está ubicado en un edificio catalogado que forma parte del Foro Ortwin Goldbeck. El foro muestra las obras de Hermann Stenner, de sus profesores y de sus compañeros de estudios. Sin embargo, también se habla de arte contemporáneo.
El foro de arte Hermann Stenner junto con la galería de arte y la asociación de arte del Waldhof forman el llamado Triángulo de arte de Bielefeld'.
En noviembre de 2018 se puso oficialmente en funcionamiento el edificio del Foro de Arte Hermann Stenner. El 1 de enero de 2019 el Kunstforum inauguró su primera exposición "Hermann Stenner y su tiempo", que estuvo dedicada a la vida y obra del pintor y sus contemporáneos. Desde entonces se han realizado exposiciones cambiantes que van desde el arte moderno clásico hasta el arte contemporáneo.

## Obras

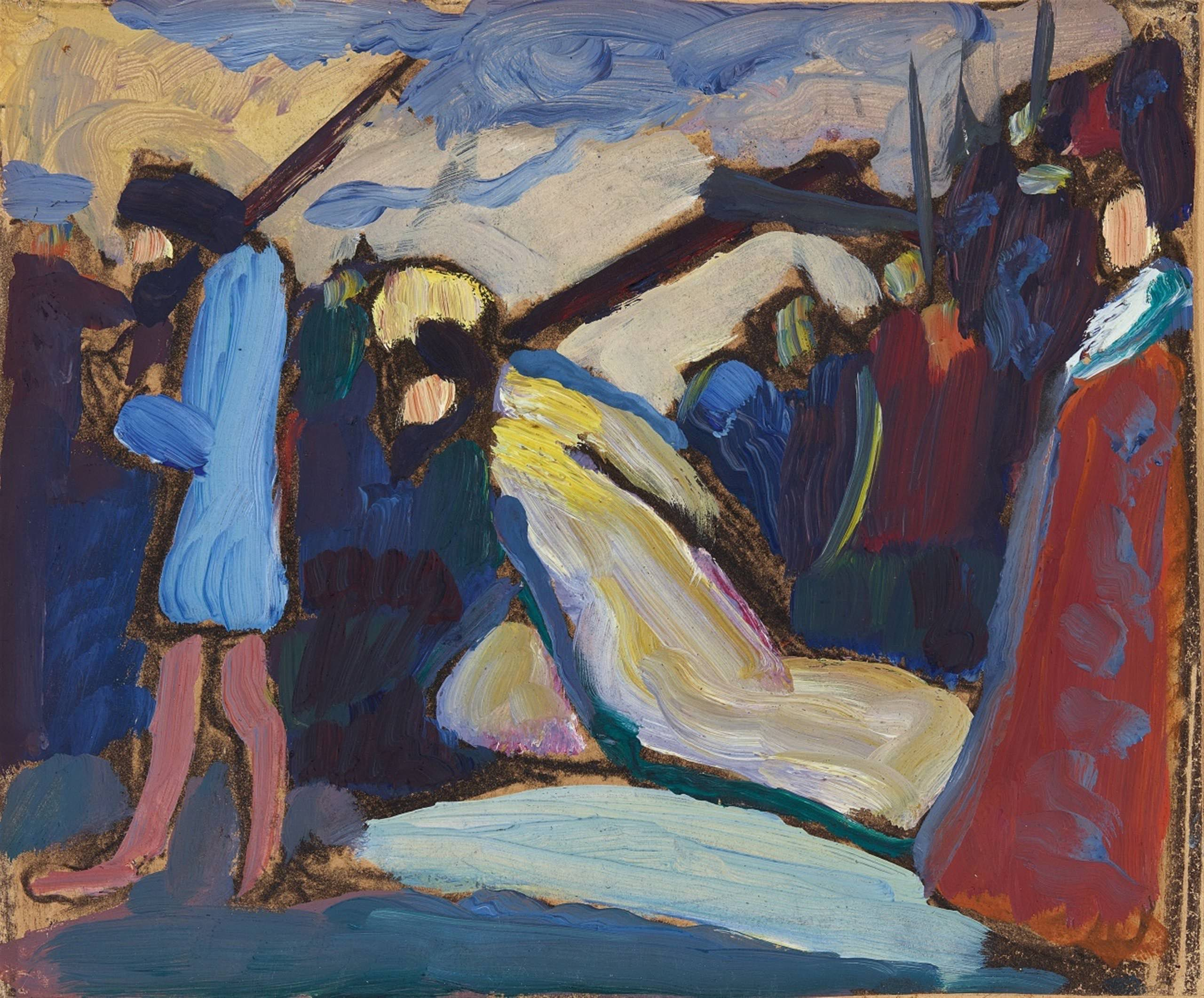
Hermann Stenner "Cargando la cruz I" Óleo sobre cartón, 1913

En cinco años creó alrededor de 300 pinturas y más de 1500 acuarelas y dibujos.
- Retrato de Itten. 1913 En: Museo Estatal LWL de Arte e Historia Cultural en Münster.
- Señora con máscaras. 1913 En: Kunsthalle Bielefeld .
- El chico blanco. 1914 En: Museo Estatal LWL de Arte e Historia Cultural en Münster.
- San Sebastián 1914, 101 × 98 cm en: Museo Kolumba de Colonia.[7]

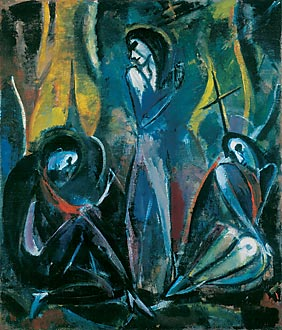
Resurrección - 1914

## Apreciación de la crítica
- “[…] Stenner era una persona y un artista fresco, alegre. Sus actuaciones fueron excelentes. [...] Aprecio mucho las pinturas de Hermann, y Oskar Schlemmer era de la misma opinión. Su arte fue un gran florecimiento sin inhibiciones ni interrupciones. […] Hermann Stenner se habría convertido en uno de los mejores pintores de Alemania si la guerra criminal y sin sentido no se hubiera cobrado sus víctimas”.

– Willi Baumeister
- “La naturaleza le dio a Stenner un valioso regalo: ligereza de mano, dominio temprano del oficio. Eso le dio a sus pinturas y dibujos la frescura de lo inmediato, la impresión de una creación alegre y sin esfuerzo, a lo que contribuyó su temperamento y su alegría de vivir en un juego vivo de colores ricos en contrastes”.

– Hans Hildebrandt
- "A los veintitrés años Hermann Stenner fue el pintor expresionista más joven en morir en la guerra. Su desarrollo como pintor realmente solo comenzó cuando tenía veinte años y se convirtió en alumno de Adolf Hölzel en Stuttgart en el otoño de 1911. … Hermann Stenner comenzó a evitar la teoría y siguió sus propios instintos, tomando solo lo que le convenía de las enseñanzas de Hölzel, y comenzó a buscar más lejos su inspiración.”

– Hans-Georg Gmelin

## Galería

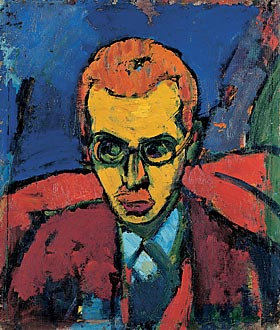
Hermann Stenner Bildnis Itten 1913
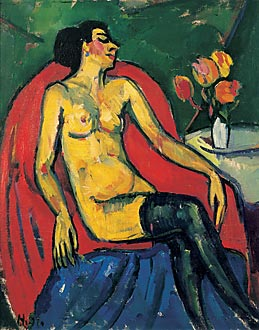
Stenner sitzender akt
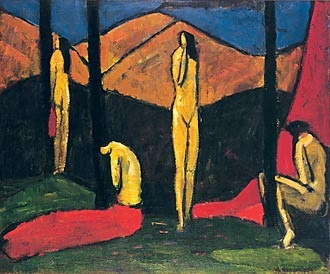
Stenner - Figuras en el paisaje
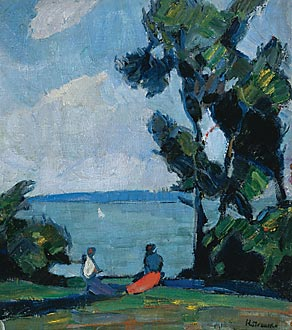
Stenner . Baume see
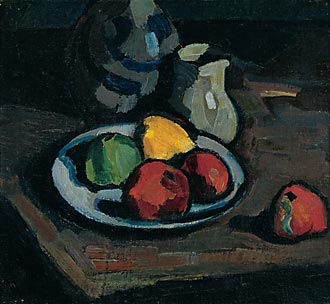
Stilllebenmit Aepfeln - Stenner
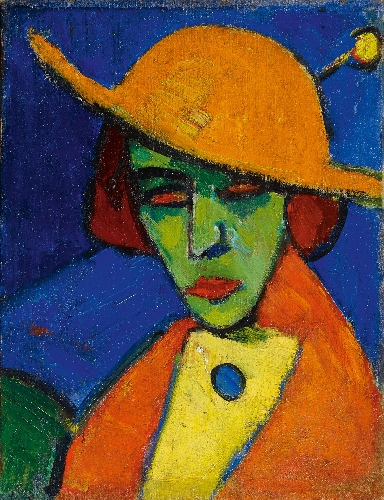
Hermann Stenner - Grüne Frau mit gelbem Hut II 1913
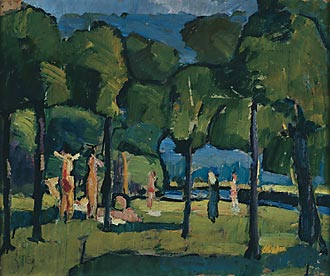
Sommerliche Parklandschaft - Stenner
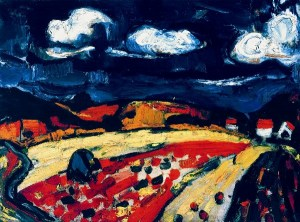
Stenner - Rotes feld
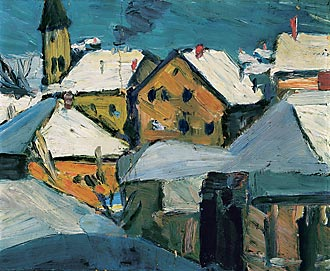
Dorflandschaftim Winter - Stenner
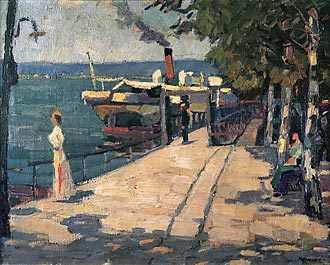
Dampferam Ammersee
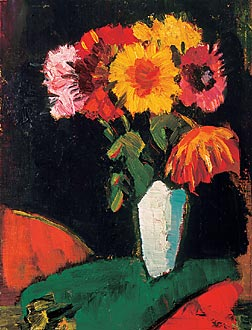
Blumenstillleben